# Стрела (4-й сезон)
Премьера четвёртого сезона американского драматического телесериала «Стрела» состоялась на канале The CW 7 октября 2015 года в 20:00 (по Североамериканскому восточному времени). Шоу было основано на комиксах издательства DC Comics о приключениях супергероя Зелёной стрелы, борца с преступностью, созданного Мортом Вайсингером и Джорджем Паппом. Шоураннерами сезона были выбраны Грег Берланти, Марк Гуггенхайм и Эндрю Крайсберг.

## О сериале
«Стрела́» (англ. Arrow) — американский приключенческо-супергеройский телесериал с элементами драмы, созданный Грегом Берланти, Марком Гуггенхаймом и Эндрю Крайсбергом. Сериал представляет собой совершенно новый взгляд на персонажа Зелёную стрелу, а также других персонажей комиксов издательства DC Comics. Несмотря на то, что в основном актёрском составе другого сериала канала The CW, «Тайны Смолвилля», уже появлялся похожий персонаж, создатели решили перезапустить историю с нуля, поэтому пригласили на главную роль другого актёра (Стивена Амелла). Они также сделали акцент на том, как повлияла на личность Оливера жизнь на острове. Практически в каждой серии имеются флэшбеки, в которых рассказывается о событиях тех пяти лет, в течение которых главный герой считался погибшим. В основном в центре сюжета находится бывший плейбой-миллиардер Оливер Куин, который, пробыв пять лет на острове, вернулся, чтобы стать мстителем в маске, борющимся с преступностью в своём родном городе при помощи лука и стрел.
11 мая 2012 года телеканал The CW заказал пилотный эпизод, премьера которого состоялась 10 октября 2012 года. 22 октября телеканал продлил «Стрелу» на полный сезон, состоящий из 23 эпизодов. В 2017 году планируется производство уже шестого сезона сериала. «Стрела» является первым телесериалом, который впоследствии стал частью единой телевизионной вселенной, наиболее известной как Вселенная Стрелы. Также частью Вселенной Стрелы являются «Флэш», «Легенды завтрашнего дня», «Виксен» и другие.

## В ролях

### Основной состав
- Стивен Амелл в роли Оливера Куина / Стрелы
- Кэти Кэссиди в роли Лорел Лэнс / Чёрной канарейки
- Дэвид Рэмси в роли Джона Диггла / Спартанец
- Уилла Холланд в роли Теи Куин / Спиди
- Пол Блэкторн в роли Квентина Лэнса
- Эмили Бетт Рикардс в роли Фелисити Смоук[англ.]
- Джон Барроумэн в роли Малкольма Мерлина / Тёмного лучника

### Гости
- Колтон Хэйнс в роли Роя Харпера / Арсенала

### Повторяющиеся персонажи
- Эчо Келлум в роли Кёртиса Холта / Мистера Террифика
- Кейти Лотц в роли Сары Лэнс / Канарейки
- Катрина Ло в роли Ниссы аль Гул

## Эпизоды
| № общий | № в сезоне | Название                                           | Режиссёр            | Автор сценария                                                                              | Дата премьеры   | Произв. код | Зрители в США (млн) |
| --- | ---------- | -------------------------------------------------- | ------------------- | ------------------------------------------------------------------------------------------- | --------------- | ----------- | ------------------- |
| 70 | 1          | «Green Arrow» «Зелёная стрела»                     | Тор Фройденталь     | Сюжет: Грег Берланти и Бет Шварц Телесценарий: Марк Гуггенхайм и Венди Мерикл               | 7 октября 2015  | 3J5801      | 12,67               |
| Прошло несколько месяцев, после того, как Стрела в третий раз спас город и был объявлен мёртвым. Сейчас он живет с Фелисити. Тем временем, оставшиеся защитники Старлинг-сити (ставшем Стар-сити) - Черная канарейка (Лорел Лэнс), Спиди (Тея Куин) и Джон Диггл, использующий сделанный в С.Т.А.Р. Лабс шлем, сталкиваются с некими «призраками». Лорел и Тея решили позвать на помощь Оливера. Оливер, тем временем, решил сделать предложение руки и сердца Фелисити, но приход Лоры и Теи отменяет это. Тем временем, к городскому совету приходит человек, стоящий за «призраками», и говорит, что убьёт всех членов совета. Команда Стрелы спасает только капитана Лэнса. Когда Оливер и Фелисити приехали в город, Диггл отреагировал отрицательно. Несмотря на это, команде удается найти место, где прячутся «призраки» и устроить на них засаду, в ходе которого у Теи происходит нервный срыв. Команда Стрелы увидела, как лидер «призраков» использует некие силы. Фелисити посчитала, что он мета-человек, но Оливер сказал, что это магия. На следующий день Оливер пытается поговорить с сестрой, но она не хочет с ним говорить, а Капитан Лэнс реагирует отрицательно на возвращение Оливера. Команда узнаёт, что «призраки» собираются взорвать поезд и станцию. Оливер одевает новый костюм и вместе с Дигглом едет останавливать поезд, пока Спиди и Черная канарейка эвакуируют людей со станции. На поезде Оливер сталкивается с лидером «призраков», и узнает, что лидер «призраков» Дэмиан Дарк о котором ему рассказывал Ра'с Аль Гул. Оливер дерется с злодеем, и Диггл ему помогает. Дэмиан Дарк уходит, а Диггл и Оливер взрывают поезд, чтоб тот не врезался в станцию. Оливер рассказывает команде, кто такой Дэмиан Дарк, а также случайным образом дает Дигглу намек, кто нанял Дэдшота убить брата Диггла. Оливер в костюме дает объявление, что будет защищать город, и дает себе новое имя: Зеленая стрела. Дэмиан Дарк требует от Лэнса, чтоб тот ему помогал. Во флэшбеках показано, как Аманда Уоллер наняла Оливера для очередного задания и вернула его на тот остров, на котором Оливер когда-то потерпел крушение. В сцене шесть месяцев спустя показано, как Барри и Оливер стоят над чьей-то могилой. |            |                                                    |                     |                                                                                             |                 |             |                     |
| 71 | 2          | «The Candidate» «Кандидат»                         | Джон Беринг         | Марк Гуггенхайм и Кето Шимидзу                                                              | 14 октября 2015 | 3J5802      | 12,50               |
| Зеленая стрела, Спиди, Джон и Черная канарейка рушат еще один план "призраков". Фелисити хочет, чтобы Оливер дал ей прозвище. На следующий день Оливер и Тея пытаются отговорить миссис Денфорд от баллотирования в мэры, но у них не выходит. Фелисити возвращается в Палмер Технолоджи, и наблюдает там неприятную ситуацию: массовое сокращение работников. Фелисити и мистер Холт нашли способ не дать случиться сокращению. Тем временем на всеобщей конференции на миссис Денфорд совершается покушение, Оливер без костюма преследует нападавшего, но не уверен, что нападавший - "призрак". Нападавшего зовут Мистер Мейчин, а его оружие - высокотехнологический электрошок. Дэмиан Дарк разочарован, что тот не схватил миссис Денфорд, но наёмник говорит, что это только начало. Чтобы выяснить, как можно найти преступника, Зеленая стрела и Спиди едут в место, где тот обычно тусовался. Во время допроса одного из тех, кто знает преступника, Спиди случайно ломает тому руку. Когда брат и сестра вернулись в логово, Оливер говорит, что она переходит черту. Брат и сестра дерутся, и Оливер видит, почему Тея теряет контроль: всему виной яма Лазаря. Позже Миссис Денфорд оказалась похищена Мейчином. Команда Стрелы отправилась туда. Пока Джон и Черная канарейка эвакуировали девушку, Зеленая стрела и Спиди победили преступника. Лэнс по-прежнему не доверяет Оливеру, но вынужден сообщать ему информацию о Дэмиане Дарке, тайно работая на того, чтоб его дочь была в безопасности. Тея и Лорел, тайно от команды, собрались в Нанда Парбат, чтобы найти способ бороться с агрессией Теи и попробовать оживить Сару. Оливер понимает, что ему Зелёной стрелой, поэтому он решает баллотироваться в мэры. Во флэшбеках показано, как Оливер вернулся на остров и внедрился в команду к военным. |            |                                                    |                     |                                                                                             |                 |             |                     |
| 72 | 3          | «Restoration» «Восстановление»                     | Венди Станцлер      | Венди Мерикл и Спид Уид                                                                     | 21 октября 2015 | 3J5803      | 12,93               |
| На лесоповале, Зеленая стрела и Джон Дигл преследуют одного из "призраков", но тот уходит. В Нанда Парбат Нисса тренируется в бою с Малькольмом Мерлином. К ним приходят Тея и Лорэл без костюмов и с гробом Сары. Мерлин отказывается оживлять Сару. Тем временем, к Джону приходит сотрудник А.Р.Г.У.С.а и приносит информацию на Дедшота. Чтобы разобраться с Зеленой Стрелой, Дарк нанимает злодея по имени Двойная ставка. Зеленая стрела выходит на охоту, а Дигл нашел человека, который может знать нанимателя. В логове Лиги убийц, Мерлин и Нисса пытаются отговорить Лору и Тею от идеи воскрешения Сары. Тем временем Фелисити выяснила, что наемник, с которым дрался Оливер, метачеловек. Джон рассказывает Оливеру что возобновил поиски того, кто нанял Дедшота убить его брата. Тем временем, Фелисити и Холт выяснили, что наемник "чувствует" свои карты, одна из которых у Фелисити. Фелисити уводит Холта в убежище Стрелы, и прогоняет злодея при помощи автомата. В Нанда Парбат Лорэл, Мерлин и Тея пробуют оживить Сару и у них выходит, но из ямы вышла не прежняя Сара. Нисса отравляет яму и клянется убить Мерлина. В Стар-сити Зеленая стрела и Джон ловят злодея и отправляют его в тюрьму Айрон-Хайтс в Централ-сити. Джон больше не злится на Оливера. Холт обещает молчать о логове Стрелы, однако Фелисити начинают приходить таинственные послания. Во флэшбеках показано, как Оливер учит военных проводить допросы и помогает одной из девушек сбежать. |            |                                                    |                     |                                                                                             |                 |             |                     |
| 73 | 4          | «Beyond Redemption» «Без надежды на искупление»    | Лекси Александер    | Бэт Шварц и Бен Сокловски                                                                   | 28 октября 2015 | 3J5805      | 12,64               |
| В Стар-сити происходит ограбление с участием людей, одетых как полицейские. На следующий день Оливер собирает всех членов команды в здании, которое купил. Он решает баллотироваться в мэры. Почти все думают, что это плохая затея. После Оливер представил команде новое убежище, которое когда-то принадлежало Себастьяну Бладу. Тея и Лорэл всё ещё скрывают от Оливера, что Сара жива. Оливер приходит к Лэнсу и говорит о том, что баллотируется в мэры, а также решает помочь с делом о полицейских. Фелисити продолжает получать странные смс. Она подозревает в этом Холта, но узнает, что это некое зашифрованное послание от Рея, сделанное шесть месяцев назад перед его смертью. Чуть позже Зеленая стрела, Спиди и Джон находят оружейную лже-полицейских. Лорэл показала отцу живую Сару, но Лэнс не верит, что это его дочь. Команда Стрелы решает сделать засаду лже-полицейским, и привлекают капитана Лэнса. Команда Стрелы проигрывает бой. Лэнс узнает нападавших: это участники оперативной группы, которых он уволил год назад. Лэнс встречается с Дэмианом Дарком, чтобы разузнать, что делать с Сарой. Тот советует убить Сару. Оливер случайно узнает об этой встрече. После разговора с Дарком и Оливером, Лэнс приходит домой, заходит в подвал и пытается убить Сару, однако Лорэл останавливает его. Позже его берет в заложники антимстительный отряд. Команда Стрелы спасает Лэнса и арестовывает лже-полицейских. Оливер просит Лэнса подыграть Дарку. Сам Оливер баллотируется в мэры. Когда Лорэл в очередной раз зашла в подвал, то обнаружила, что Сары там нет. Во флэшбеках показано, как Оливер на время отключил пульс у девушки, чтобы военные не подозревали его в предательстве, но один из них нашел сумку Оливера. |            |                                                    |                     |                                                                                             |                 |             |                     |
| 74 | 5          | «Haunted» «Преследуемый»                           | Джон Бэдэм          | Брайан Форд Салливан и Оскар Бальдеррама                                                    | 4 ноября 2015   | 3J5804      | 12,60               |
| Серия-кроссовер с сериалом «Константин». На работницу ресторана нападают грабители, но появляется Сара и убивает грабителей, а девушку калечит. Об этом узнают капитан Лэнс и Лора. Холт собрался на отдых, и Фелисити разрешила ему расшифровать запись с места гибели Рея. Дэмиан Дарк снова просит Лэнса об услуге. Тем временем Оливер собрался найти таинственную девушку не подозревая кто она. Зеленая стрела, Спиди и Черная канарейка находят Сару, но она уходит. Оливер в шоке. Лора и Тея признаются в том, что оживили её. Оливер информирует все команду о произошедшем, в том числе капитана Лэнса. Дигл просит Лэнса найти хоть какую-нибудь информацию о том, кто нанял Дэдшота убить его брата. Тем временем Фелисити догадалась, на кого охотится Сара: на Тею. Та нападает на неё, но Тея уходит. Лэнс находит информацию о брате Джона, но она ничем не помогла. Команда Стрелы, используя Тею как наживку, поймала Сару. Зелёная стрела звонит Джону Константину. Тот говорит, что тело Сары в порядке, но душа застряла в астральной Яме Лазаря. Константин, Оливер и Лорел отправляются в астральное путешествие, где вытаскивают душу Сары из ямы Лазаря и окончательно оживляют девушку. Позже Оливер просит совета, как бороться с Дэмианом Дарком, на что Джон отвечает, что лучше покинуть город. Холту удалось расшифровать запись, но она оказалась не с места гибели, а недавней, на которой Рей говорит, что он жив. Во флэшбеках показано, как военный, нашедший сумку, пытает одного из, которым оказывается Джон Константин. Джон сбегает и берет Оливера в заложники. Вместе они находят реликвию, за которой прибыл Джон. Оливер видит действие магии. |            |                                                    |                     |                                                                                             |                 |             |                     |
| 75 | 6          | «Lost Souls» «Потерянные души»                     | Антонио Негрет      | Бэт Шварц и Эмилио Ортега Олдрич                                                            | 11 ноября 2015  | 3J5806      | 12,30               |
| Полгода назад Рей уменьшился в размерах и все подумали, что он умер. Оливер работает с Алексом Дэвидом над политической программой. После Алекс пытается пригласить Тею на свидание, но неудачно. Тем временем Холт приходит в Палмер Технолоджи и видит, что Фелисити все ещё работает над посланием. Вскоре туда приходит Оливер и Фелисити рассказывает ему, что Рэй жив. Семья Лэнсов рада, что Сара снова жива. Фелисити случайно выходит на связь с Рэем и узнаёт, что он в плену, уменьшился в размерах, и не может увеличиться. Команда решает спасти его. К Фелисити приезжает её мама. Фелисити зла на Оливера, что он не предупредил её об этом визите. Зелёная стрела, Джон, Спиди и Чёрная канарейка крадут спецоборудование, которое поможет увеличить Рея, но при этом Сара немного сходит с ума (как это было с Тэей несколько раз). Фелисити узнаёт, что Рэй у Дэмиана Дарка. Оливер ужинает с Фелисити и её мамой. Оливеру кажется, что Фелисити больше не любит его. Джон переубеждает Оливера. Капитан Лэнс выманивает Дарка, и команда Стрелы узнает, где Рей. Зеленая стрела, Джон, Фелисити, Спиди, Чёрные канарейки и Холт идут на штурм здания. Джон одевается в костюм "призрака" и ловит Оливера, чтобы герои проникли в здание. Зелёная стрела дерется с Дарком, Чёрные канарейки и Спиди дерутся против "призраков", а Джон, Фелисити и Холп спасают Рея. Герои покидают базу Дарка победителями. Сара все ещё переживает, что побочные эффекты ямы делают ей хуже. Сара хочет переехать в другой город. Фелисити понимает, что она любит Оливера. Капитан Лэнс знакомится с мамой Фелисити. Тея решает идти на свидание с Алексом. Дэмиан Дарк переходит к следующей части своего плана. Во флэшбеках показано, как Оливер показывает военным пещеру, в которую его отвел Джон. Один из военных подговаривает одного из пленных убить Оливера. В итоге Оливер убивает пленного, но солдат, который подозревал Оливера в шпионаже, специально выставил все так, будто Оливер напал на пленного. |            |                                                    |                     |                                                                                             |                 |             |                     |
| 76 | 7          | «Brotherhood» «Братство»                           | Джеймс Бэмфорд      | Спид Уид и Кето Шимидзу                                                                     | 18 ноября 2015  | 3J5807      | 12,69               |
| "Призраки" напали на машину, перевозящую деньги из банка. Команда Стрелы попыталась помешать им ограбить, но "призраки" сожгли деньги. Джон показывает Оливеру и команде данные на своего брата, который капитан Лэнс раздобыл из "Улья". В данных написано, что брат Дигла был военным преступником. Рей и Фелисити пытаются понять, почему по ДНК не могу вычислить "призраков". Алекс, Оливер и Тея дальше продолжают продвигать политическую программу. Команда Стрелы врываются в лабораторию, чтобы раздобыть вещество, способное вычислить ДНК "призраков". Во время операции, герои сталкиваются с "призраками", одним из которых оказывается живой брат Дигла. Джон не уверен, что это его брат. Дэмиан Дарк начинает подозревать Лэнса в шпионаже, тем не менее Лэнсу удается получить информацию про местонахождение одной из баз "призраков" и передаёт информацию Оливеру. Малкольм Мерлин приезжает к дочери и хочет давать ей цели для убийств, чтобы погасить её жажду крови. Тея не уверена, нужно ли ей это. Оливер хочет расширить департамент полиции, на что Дэмиан Дарк говорит ему, если тот это сделает, то Дарк тоже будет баллотироваться в мэры. Тея находится на свидании с Алексом, где к Тее пристает неизвестный и она его избивает. Зеленая стрела и Джон Дигл атакуют одну из баз "призраков", где видят, как Дэмиан Дарк подчиняет себе "призраков" при помощи гипноз-таблеток. Зеленая Стрела, Черная канарейка, Атом, Джон и Спиди атакуют базу, про которую говорил Лэнс, и находят Энди. Во время атаки, Дарк атаковал Спиди свои убийственным прикасанием, но оно не срабатывает. Джон сажает Энди в тюрьму и узнаёт, что Энди всегда был преступником. Тея рассказывает отцу, что сила Дарка может излечивать её от жажды крови. Оливер продолжает вести свою политическую программу, чем злит Дарка. Во флэшбеках показано, как Оливер узнал, что нападавший -- брат спасённой им девушки. Солдата, который подговорил напасть, наказали плетьми. |            |                                                    |                     |                                                                                             |                 |             |                     |
| 77 | 8          | «Legends of Yesterday» «Легенды вчерашнего дня»    | Тор Фройденталь     | Сюжет: Грег Берланти и Марк Гуггенхайм Телесценарий: Брайан Форд Салливан и Марк Гуггенхайм | 2 декабря 2015  | 3J5808      | 11,66               |
| Серия третьего кроссовера с сериалом «Флэш». Часть 2. Часть 1- 8 серия 2 сезона «Флэша». Пытаясь временно скрыть Картера и Кендру от Сэвэджа, обе команды переезжают в загородный домик около Централ-сити. Картер пытается заставить Кендру вспомнить её прошлые жизни чтобы научиться пользоваться крыльями. Сэвидж встречается с Барри, Оливером и Мерлином, требуя пару с крыльями или он уничтожит Централ-сити и Стар-сити с помощью Посоха Гора. Барри волнуется из-за видения своего призрака, как и в прошлый раз когда он ненароком прыгнул на день в прошлое. Оливер встречает свою бывшую девушку Саманту и пытается узнать является ли он отцом её сына. Она утверждает что нет, однако он берёт у мальчика волос и просит Барри провести тест на отцовство. Ответ положительный. Мать ребёнка требует чтобы Оливер никому ничего не рассказывал, даже Фелисити. Это, в конце концов, приводит к разрыву отношений между Оливером и Фелисити. Несмотря на настойчивость Картера, у Кендры не получается быть воительницей. Оливер составляет план чтобы обмануть и победить Сэвиджа, но план проваливается, и все герои кроме Барри гибнут. Также, Сэвидж уничтожает Централ-сити. Барри успевает убежать, и путешествует на день назад. Он рассказывает Оливеру правду, и они пытаются изменить исход дня. Барри убеждает Циско поговорить с Кендрой вместо Картера, и Циско удаётся пробудить воспоминания жрицы Чай-Ары, которую убил злой жрец Хат-Сет (Сэвидж) вместе с её возлюбленным принцем Хуфу (Картер), заставляя души возлюбленных возрождаться вновь и вновь, чтобы злодей мог убивать их и поддерживать своё бессмертие. Кендра понимает что Посох Гора - ключ к победе над Сэвиджем. Вместо небольшой команды (как в прошлый раз), Оливер призывает всех бойцов на сражение. Циско и Фелисити делают перчатки из энного металла для Барри и Оливера чтобы совладать с Посохом. Во второй раз, у Кендры получается летать и сражаться. Барри и Оливер используют Посох чтобы испепелить злодея. Картер и Кендра уезжают. Оливер и Фелисити возвращаются домой. Пепел злодея собирает Мерлин, утверждая что Сэвидж - его должник. |            |                                                    |                     |                                                                                             |                 |             |                     |
| 78 | 9          | «Dark Waters» «Темные воды»                        | Джон Беринг         | Венди Мерикл и Бен Сокловски                                                                | 9 декабря 2015  | 3J5809      | 13,82               |
| Кампания Оливера начинается с инициативы по очистке залива Стар-сити. Дарк направляетв залив дрона и расстреливает участвующих горожан, ранив нескольких. В ответ на это Оливер и его команда решают выдать Дарка в местных СМИ как главаря призраков и "Улья". На что Дарк врывается на вечеринку, посвященную кампании Оливера, и похищает Диггла, Фелисити и Тею. Не сумев добыть какую-либо информацию от солдат Дарка, Оливер связывается с ним и предлагает себя в обмен на друзей. Дарк проводит Оливера и предпринимает попытку убить их у него на глазах. Малкольм, переодетый Стрелой, и Лорел приходят на помощь и спасают их. Позже на вечеринке кампании Оливер делает предложение Фелисити, и та соглашается. После того, как они уезжают, Дарк посылает своих людей за ними, и они расстреливают лимузин Оливера и ранят Фелисити. Во флэшбеках Оливер возвращается на корабль Амазо чтобы добыть новые карты острова, но по возвращении его поджидает Конклин. |            |                                                    |                     |                                                                                             |                 |             |                     |
| 79 | 10         | «Blood Debts» «Кровные долги»                      | Джесс Варн          | Оскар Бальдеррама и Сара Таркофф                                                            | 20 января 2016  | 3J5810      | 12,83               |
| Пока Фелисити несколько раз оперируют, Оливер и команда продолжают поиски Дарка. Оливер обращается к Квентину за информацией о местонахождении Дарка, а Джон допрашивает своего брата Энди. Они находят логово Дарка, но находят там только несколько мёртвых солдат-призраков и символ анархии, указывающий на то, что Мейчин вернулся и отправился мстить Дарку. Мейчин пойман, но Оливер допрашивает его, а затем освобождает, чтобы следить за ним, когда тот пойдёт за Дарком. Энди раскрывает адрес дома семьи Дарка, куда идёт Мейчин; команда прибывает и спасает семью Дарка, но Мейчин убегает. Дарк дает Оливеру время провести со своей семьей, прежде чем Дарк сможет его убить. Между тем, Фелисити остаётся парализованной из-за обстрела. Джон восстанавливает отношения с Энди. Жена Дарка, Руве, оказывается его сообщником, а план "Улья" состоит в том, чтобы разрушить мир и отстроить его заново с нуля. Во флэшбеках Конклин представляет свои доказательства Рейтеру, который позволяет ему нанести Оливеру удары плетью, пока Рейтер не замечает заклинание на животе Оливера. В обмен на безопасность Тайаны Оливер соглашается помочь Рейтеру. |            |                                                    |                     |                                                                                             |                 |             |                     |
| 80 | 11         | «A.W.O.L.» «Дезертир»                              | Шарлотта Брандсторм | Брайан Форд Салливан и Эмилио Ортега Олдрич                                                 | 27 января 2016  | 3J5811      | 12,78               |
| Фелисити выписывают из госпиталя, и она переживает как ей теперь работать в команде с такой травмой. Когда Дигл и Лайла шли домой со своего свидания их находит раненый агент Аргуса, но его похищают у них на глазах прежде чем тот успел объяснить что происходит. Дигл и Лайла отправляются к Аманде Уоллер, которая как правило знает всё и обо всех. Та говорит что ничего не знает, но тайком передаёт Лайле флешку. Открыв флешку выясняется что агента похитила организация известная как "Shadowspire". Дигл вспоминает что уже встречался с ними в Афганистане, как и его брат Энди. Дигл просит помощи у брата - подсказать какой может быть следующий шаг Shadowspire. Shadowspire захватывают базу Аргуса и пытаются вытащить из компьютеров информацию о проекте "Rubicon". Когда Аманда Уоллер отказывается говорить пароль - они понимают что не заставят её говорить и убивают. Оливер и его команда узнают что Аргус захвачен и спешат на помощь. |            |                                                    |                     |                                                                                             |                 |             |                     |
| 81 | 12         | «Unchained» «Без оков»                             | Кевин Феир          | Спид Уид и Бет Шварц                                                                        | 3 февраля 2016  | 3J5812      | 12,48               |
| Команда преследует грабителя, и Оливеру и Тее удаётся догнать его. Он убегает, когда Тея теряет сознание. Малкольм рассказывает Оливеру, что, поскольку она не забрала чужую жизнь, жажда крови убивает её. Оливер узнает, что взломщик - Рой. Команда освобождают Роя от контроля человека по имени Калькулятор. Фелисити отслеживает Калькулятора через Интернет, и он рассказывает, что намерен отключить электричество во всём городе, убив всех в процессе. Команде удается остановить его план. Между тем, Руве входит в гонку мэра, Тея впадает в кому, Калькулятор оказывается отцом Фелисити Ноем Каттлером. Рой решает снова уйти. Нисса убегает из своей камеры в Нанда Парбат, посещает Татсу и каким-то образом убеждает её отдать ей Лотос, лекарство от жажды крови Теи. Она требует, чтобы Оливер убил Малкольма в обмен на Лотос. Во флэшбеках Рейтер мучает Оливера из-за информации о картах, которые он приобрёл. У Оливера мистическая встреча с душой Шадо, которая дает ему особый камень. Он рассказывает Тайане, что он убил её брата. |            |                                                    |                     |                                                                                             |                 |             |                     |
| 82 | 13         | «Sins of the Father» «Грехи отца»                  | Гордон Верхойл      | Бен Соколовски и Кето Шимидзу                                                               | 10 февраля 2016 | 3J5813      | 12,44               |
| Оливер отказывается от предложения Ниссы и пытается убедить Малкольма отдать ей власть над Лигой взамен на лекарство для Теи. Малкольм настаивает, что Нисса лжёт, и отказывается соглашаться на такой ход. Нисса соглашается, но говорит, что если Малкольм откажется, то она будет считать их всех врагами. Оливер убеждает Ниссу дать ему пробу лекарства, чтобы доказать её искренность Мерлину. Увидев, что Тее лучше, Малкольм соглашается на сделку. Во время встречи, Малкольм предаёт Ниссу и пытается убить её. Оливер, Лорел и Диггл помогают Ниссе выжить, но берут её в плен. Тем временем, Фелисити пытается смириться с тем, что её отец является тем самым злодеем по-кличке Калькулятор. Ноа же утверждает, что покинул Фелисити и её мать чтобы у них была нормальная жизнь. Мать Фелисити просит её не доверять Ноа. Фелисити даёт Ноа экскурсию по лаборатории, но затем обнаруживает его шпионское устройство. Она решает выдать отца полиции. Оливер убеждает Малкольма вызвать Ниссу на дуэль за власть над Лигой. Перед сражением, Оливер цитирует древнее правило, и занимает место Ниссы в бою по праву мужа. Оливер берёт верх над Малкольмом, но, вместо убийства, отрубает ему руку с кольцом головы демона и отключает Малкольма ударом по голове. Обменяв кольцо на лекарство, Оливер спасает сестру. Поняв свою ошибку, Нисса распускает Лигу и уничтожает кольцо. В ярости, Малкольм встречается с Дарком и рассказывает ему о сыне Оливера. Во флэшбеках, Рейтер забирает у Оливера камень с нужными ему символами. |            |                                                    |                     |                                                                                             |                 |             |                     |
| 83 | 14         | «Code of Silence» «Кодекс молчания»                | Джеймс Бэмфорд      | Венди Мерикл и Оскар Бальдеррама                                                            | 17 февраля 2016 | 3J5814      | 12,43               |
| Малкольм присоединяется к Дарку, Руве и другим лидерам "Улья" и выясняется, что они переходят к «Фазе 5» своего плана. Дарк отправляет группу наёмников, известных как "Команда уничтожителей", чтобы убить Квентина, однако Лорел спасает его. С помощью Кёртиса Фелисити понимает, что "Команда уничтожителей" планирует уничтожить мэрию во время дебатов между Оливером и Руве, оставив её живым в качестве симпатичного выжившего. Оливер и его команда останавливают наёмников, чтобы Оливер выиграл дебаты. Оливер и Фелисити становятся помолвленными, и Кёртис представляет ей устройство, которое может вылечить её паралич. Дарк похищает Уильяма. Тем временем Тея узнаёт об Уильяме и поддерживает решение Оливера скрыть его от Фелисити. Квентин рассказывает Донне о своём сотрудничества с Дарком. Во флэшбеках, чтобы получить одобрение заключённых, Оливер убивает Конклина, который рассказывает, что Рейтер планирует убить всех заключённых после того, как он найдёт свою «абсолютную мощь». |            |                                                    |                     |                                                                                             |                 |             |                     |
| 84 | 15         | «Taken» «Заложник»                                 | Грегори Смит        | Сюжет: Марк Гуггенхайм Телесценарий: Кето Шимидзу и Брайан Форд Салливан                    | 24 февраля 2016 | 3J5815      | 12,70               |
| Серия-кроссовер с сериалом «Виксен». Дарк требует, чтобы Оливер прекратил свою мэрскую кампанию в обмен на Уильяма. Оливер рассказывает правду об Уильяме остальной части команды и раскрывает своё альтер эго Саманте. Он зовёт линчевателя из Детройта по имени Мари МакКейб, поскольку её способности происходят от магии. Мари отслеживает местоположение Уильяма, но они не могут его спасти. Оливер выходит из гонки, в то время как команда обнаруживает источник силы Дарка и составляет план уничтожения этого мистического идола. План работает: Дарк остался без силы и арестован, а Уильям спасён. Они также обнаруживают, что Малькольм был тем, кто похитил Уильяма. Позже Оливер отправляет Уильяма и его мать в безопасное место, планируя раскрыть правду Уильяму, когда ему исполнится 18 лет. Фелисити решает разойтись с Оливером и восстанавливает свою способность ходить. Во флэшбеках на острове находят проход, который ведёт к «абсолютной мощи» Рейтера, а заклинание на животе Оливера позволяет ему пройти целым и невредимым. |            |                                                    |                     |                                                                                             |                 |             |                     |
| 85 | 16         | «Broken Hearts» «Разбитые сердца»                  | Джон Ф. Шовальтер   | Ребекка Беллотто и Нолан Дюнбар                                                             | 23 марта 2016   | 3J5816      | 12,09               |
| Купидон возвращается в Стар-сити и начинает нападать на известные пары. В то время как команда работает, чтобы отследить её местонахождение и предотвращать любые другие убийства, Лорел работает над обвинением Дарка. После нескольких неудачных попыток найти подходящего свидетеля Квентин свидетельствует о своей причастности. Команда обнаруживает, что Купидон нацеливается на пары, которые недавно поженились. Чтобы привлечь её, Оливер убеждает Фелисити устроить с ним «секретную» свадьбу, чтобы выставить себя в качестве "цели", намеренно устраивая утечку информации в СМИ. План срабатывает, и Купидон атакует Оливера и Фелисити на церемонии. Фелисити отвлекает её достаточно долго, чтобы Диггл и Тея остановили её. Дарку отказывают в выходе под залог, и он остаётся под стражей. Квентин отстранён на время расследования, а Фелисити уходит из команды навсегда. В заключении показывают, что Дарк тайно пронёс во рту в тюрьму магическое кольцо. Во флэшбеках Оливер приводит Рейтера к магическому идолу, но крадёт его и убегает в туннели с Тайаной. Пара вытесняет двух наёмников и приобретает оружие. |            |                                                    |                     |                                                                                             |                 |             |                     |
| 86 | 17         | «Beacon of Hope» «Маяк надежды»                    | Майкл Шульц         | Бен Соколовски и Брайан Форд Салливан                                                       | 30 марта 2016   | 3J5817      | 11,34               |
| Бри Ларван организует свой побег из тюрьмы и отправляется в Стар-сити в поисках биомеханического чипа, который помогает Фелисити ходить. Бри атакует Палмер Текнолоджис, держа заложников до тех пор, пока Фелисити не вернётся. Кёртис приходит в убежище Оливера и раскрывает его секрет, затем он предлагает помочь команде спасти Фелисити, Донну и Тею. Оливер ужален одной из роботизированных пчёл Бри. Кёртис понимает, что укус фактически имплантировал пчелу в Оливера, и она создаёт множество копий внутри него. Лорел использует свой крик канарейки, чтобы спасти Оливера. Фелисити удаётся эвакуировать членов совета, в то время как Бри рассказывает, что она ищет чип, потому что у неё есть опухоль, которая сделает её парализованной. Кёртис разрабатывает вирус, чтобы подчинить пчёл и использовать их, чтобы остановить Бри. Тем временем Малкольм посещает Дарка и сообщает ему, что "Улей" продолжает «Генезис» без Дарка, который позже завоёвывает лояльность Майкла Амара. Энди, как выяснилось, всё ещё подчиняется Дарку. Во флэшбеках Оливер привлекает Рейтера, чьи полномочия от идола истощаются; Рейтер убегает в туннели, чтобы восстановить его. Оливер и Тайана решают спасти заключенных. |            |                                                    |                     |                                                                                             |                 |             |                     |
| 87 | 18         | «Eleven-Fifty-Nine» «Одиннадцать-пятьдесят-девять» | Роб Харди           | Марк Гуггенхайм и Кето Шимидзу                                                              | 6 апреля 2016   | 3J5818      | 11,24               |
| Энди рассказывает Дигглу, что к нему обратился Малкольм Мерлин и попросил помощи в освобождении Дэмиана Дарка. В убежище Диггл решает, что Энди лучше остаться с Мерлином и стать двойным агентом, но Оливер высказывается против этого. Тем не менее, Энди отправляется к Мерлину и вскоре сообщает команде, что Мерлин планирует напасть на конвой с оружием, чтобы затем использовать это оружие для освобождения Дарка. Оливер и Диггл отправляются туда чтобы предотвратить атаку, а Лорел и Тея остаются в убежище. В итоге оказывается, что нападение на конвой было уловкой. Пока Оливер и Диггл были заняты конвоем, Мерлин и несколько верных ему воинов лиги пробираются в убежище и забирают идол Дарка. После этого Оливер начинает подозревать, что Энди намеренно дал им ложную информацию чтобы помочь Мерлину, но Диггл не верит в это. Вскоре Энди сообщает команде, что у него есть наводка о местонахождении Мерлина, но это оказывается ловушкой и Энди ловит стрелу закрывая Оливера. Тем временем Мерлин приносит идол Дарку в камеру, но тот говорит, что в идоле не хватает детали в виде кристалла. Вскоре после этого Оливер приходит домой к Дигглу и находит там Энди, который что-то ищет. Оливер решает, что он ищет кристалл, но Энди говорит, что искал прослушивающее устройство, которое мог установить Мерлин. Оливер не верит в это и уже готов начать пытать Энди, но ему мешает Диггл. В течение серии Лорел обдумывает предложение, сделанное ей Руве Дарк, а именно стать новым окружным прокурором. Оливер советует Лорел принять предложение, но Лорел сомневается, потому что если она согласится то ей придется отказаться от образа Черной канарейки. В это время в тюрьме Дарк провоцирует бунт. Заключенные начинают убивать охранников, а их души переходят в идол наполняя его энергией. Команда Зеленой Стрелы вместе с Энди пробирается в тюрьму и сражается с заключенными. Дарк берет в заложники Энди и требует, чтобы команда сложила оружие. Они вынуждены подчиниться. После этого Энди неожиданно отдает Дарку Кристалл. Оказывается, все это время Энди лишь притворялся, что исправился и втайне продолжал работать на Дарка. Дарк вставляет кристалл в идол и снова обретает свою силу. Он разоблачает всю команду, назвав их настоящие имена, а затем, припомнив Лорел обещание данное ее отцу, тяжело ранит ее стрелой и после чего уходит вместе с Мерлином и Энди. Команда доставляет едва живую Лорел в больницу, но в итоге Лорел умирает. |            |                                                    |                     |                                                                                             |                 |             |                     |
| 88 | 19         | «Canary Cry» «Плач Канарейки»                      | Лаура Белси         | Венди Мерикл и Бет Шварц                                                                    | 27 апреля 2016  | 3J5819      | 11,27               |
| Пока команда, включая вернувшуюся Фелисити, оплакивает смерть Лорел и пытается определить их следующий шаг против Дарка, другая женщина, одетая в костюм Черной Канарейки, появляется в Стар-Сити. Она оказывается Эвелин Шарп, дочерью заключённых "Улья", оставшихся после того, как Оливер спас свою команду, которая была похищена Дарком ранее. Джон, злой из-за того, что его предал Энди, нападает на Руве, нового мэра; но Оливер вмешивается. Руве выдаёт ордера на арест всех линчевателей. Шарп нападает на Руве, но Оливер отговаривает её от убийства Руве. Тем временем Квентин начинает искать способы оживить Лорел; но Оливеру удаётся отговорить его. На похоронах Лорел Оливер рассказывает, что она была Черной Канарейкой, чтобы сохранить её образ в глазах города. Впоследствии Оливер клянется найти способ победить и убить Дарка. Во флэшбеках Оливер и Лорел пытаются смириться со смертью Томми Мерлина. В конце концов, Оливер оставляет Лорел, чтобы справиться сам и возвращается на Лиань Ю. |            |                                                    |                     |                                                                                             |                 |             |                     |
| 89 | 20         | «Genesis» «Генезис»                                | Грегори Смит        | Оскар Бальдеррама и Эмилио Ортега Олдрич                                                    | 4 мая 2016      | 3J5820      | 12,07               |
| В поисках способа победить Дарка в открытом бою, Оливер и Фелисити отправляются в Хаб-Сити на встречу с Эзрин Фортуной - колдуньей, которую команде порекомендовал Джон Константин. Эзрин рассказывает Оливеру об истинной природе способностей Дарка и обучает технике сопротивления им, однако её разочаровывает неудача Оливера сопротивляться своей "внутренней тьме". Тем временем Диггл, преследуя объявившегося Энди, попадает в его ловушку. Джону удаётся сбежать, но это было частью плана Дарка, чтобы вывести "Улей" на Лайлу, ставшую новым директором А.Р.Г.У.С.а. Лайлу от Дарка спасает Оливер, сумевший обратить силы Дарка против него, но тот сбегает, забрав у Лайлы "Рубикон". Загнав Энди в угол, Джон непреднамеренно убивает брата, о чём позже сожалеет. Пока Лайла рассказывает остальной команде о назначении "Рубикона", Тея осознаёт, что "загородный участок", куда её привёз Алекс, на самом деле оказывается центральной базой "Улья", оборудованной как Ковчег. |            |                                                    |                     |                                                                                             |                 |             |                     |
| 90 | 21         | «Monument Point» «Опорная точка»                   | Кевин Танчароен     | Спид Уид и Дженни Линн                                                                      | 11 мая 2016     | 3J5821      | 11,16               |
| Тея и Малкольм пытаются обезвредить Лонни Мейчена, проникшего на Ковчег в поисках Дарка. В то же время, после рассказа Лайлы о назначении "Рубикона", команда Стрелы осознаёт, что текущая цель Дарка - уничтожить большую часть человечества ядерным оружием. Заручившись помощью отца Фелисити, на которого как раз охотятся Кирпич и Шёпот, команда пытается взломать "Рубикон" и остановить атомный апокалипсис. Задача ослажняется тем, что совет директоров "Палмер Текнолоджис" увольняет Фелисити, лишая её доступа к необходимому оборудованию, из-за чего ей и Ноа приходится взламывать незащищённый сервер, привлекая к себе внимание "Улья". Пока Оливер, Диггл и агенты А.Р.Г.У.С.а сдерживают натиск "Улья", хакерам удаётся отключить почти все ракеты, кроме одной, что наведена на Монумент-Пойнт. Фелисити отклоняет боеголовку на менее населённый городок Хейвенрок, обрекая его жителей на смерть. В конце серии Оливер и Диггл выходят на Дарка, который вобрал в себя души людей, погибших в Хейвенроке. |            |                                                    |                     |                                                                                             |                 |             |                     |
| 91 | 22         | «Lost in the Flood» «Потерянный в наводнении»      | Глен Уинтер         | Брайан Форд Салливан и Оскар Бальдеррама                                                    | 18 мая 2016     | 3J5822      | 13,94               |
| Пытаясь отследить "Улей", Фелисити получает сообщение с просьбой о помощи от Теи, и Оливер с Джоном спешат ей на помощь. Потерпев от Теи поражение, Лонни проникает в штаб "Улья" и берёт в заложники Руве и Нору, чтобы выманить Дэмиена. Оливер и Джон проникают в Ковчег и находят Тею, которую к тому времени уже одурманил Малкольм с помощью препаратов, которыми "Улей" вербует Призраков. Однако, Оливеру удаётся достучаться до сестры, чтобы та сопротивлялась контролю разума. Втроём они идут спасать семью Дарка от Мейчина, но начинается перестрелка, в ходе которой Ковчег начинает разрушаться. Лонни сбегает, смертельно ранив Руве, но Оливеру удаётся спасти Нору. Ковчег взрывается, но героям удаётся вовремя выбраться на поверхность, а Малкольм успевает вывести из него мирных последователей "Улья". После этого Дарк врывается в квартиру Оливера и заставляет Фелисити заново запустить "Рубикон"... |            |                                                    |                     |                                                                                             |                 |             |                     |
| 92 | 23         | «Schism» «Раскол»                                  | Джон Беринг         | Сюжет: Грег Берланти Телесценарий: Венди Мерикл и Марк Гуггенхайм                           | 25 мая 2016     | 3J5823      | 13,95               |
| Требуя от Фелисити перезапустить "Рубикон", Дарк едва не убивает Кёртиса и Донну, но их спасает вернувшийся Оливер. Дарк отступает, забрав с собой дочь и ноутбук Фелисити для повторного запуска протокола. Героям вновь с неохотой приходится принять помощь Малкольма. На убежище Стрелы нападают Призраки, чтобы помешать Фелисити отключить боеголовки, как в прошлый раз. На улицах Стар-сити начинаются беспорядки по случаю грядущего армагеддона, которые Оливер с трудом подавляет, произнеся перед людьми речь, что они должны обратить свой гнев на Дарка, а не на свой город. Фелисити и Кёртис находят способ, как отклонить от цели боеголовку, летящую на Стар-сити; их затея удаётся, и они передают коды отклонения остальных ракет Лайле для отражения атаки. Оливер вызывает Дарка на поединок, который перерастает в массовую драку между жителями города и Призраками. Фелисити выходит на хакера "Улья", которым оказывается Купер Сэлдон, и убеждает его отменить взлом боеголовок. Купер, мотивированный бескорыстным поступком Фелисити, прерывает взлом, но погибает от рук Дарка. Сам же Дарк вступает в схватку с Оливером, но без своей магии терпит поражение и погибает. После победы над "Ульем", Оливер получает звонок от главы городской администрации, который предлагает ему пост временно исполняющего обязанности мэра (с последующим переизбранием на постоянной основе). Квентин с Донной уезжают из Стар-сити. |            |                                                    |                     |                                                                                             |                 |             |                     |